# Rythovius College
Het Rythovius College is een katholieke scholengemeenschap in Eersel die valt onder het bestuur van de vereniging Ons Middelbaar Onderwijs (OMO). Opgericht in 1957 en in 1994 gefuseerd met de mavo-opleidingen van Eersel en Bergeijk. Sinds 1999 leidt de scholengemeenschap op voor een examen voor de volgende schooltypes: vwo (atheneum en gymnasium), havo en vmbo-t.
De scholengemeenschap is genoemd naar Maarten Boudewijns van Rijthoven (1511-1583), een boerenzoon uit Walik bij Riethoven. Hij was van 1561 tot 1583 bisschop van bisdom Ieper. Zijn auteursnaam in die tijd was Rythovius, waarmee hij bleef verwijzen naar zijn geboortegrond.